# Sveriges helligdage
Sveriges kalender- og helligdage.
- nyårsdagen – 1. januar
- trettondagen – 6. januar
- långfredag – skiftende dato
- påskdagen – skiftende dato
- annandag påsk – skiftende dato
- första maj – 1. maj
- svenska flaggans dag – 6. juni
- Kristi himmelfärdsdag – skiftende dato
- pingstdagen – skiftende dato
- Sveriges nationaldag – 6. juni
- midsommardagen – skiftende dato
- alla helgons dag – skiftende dato
- juldagen – 25. december
- annandag jul – 26. december

## Fødsels- og navnedage
Tidligere festligholdt man i Sverige kun personens navnedag frem for fødedagen. I dag fejrer man i højere grad enten begge dele, eller fødselsdagen. I svenske kalendere anfører man fortsat både fødselsdag og navnedag på kongehusets medlemmer